# کری سامر
کری سامر (انگلیسی: Cree Summer؛ زادهٔ ۷ ژوئیهٔ ۱۹۶۹) یک هنرپیشه، خواننده، و صدا پیشه اهل ایالات متحده آمریکا است. وی از سال ۱۹۸۳ میلادی تاکنون مشغول فعالیت بوده‌است.